# Treštenica Donja
Treštenica Donja är en ort i Bosnien och Hercegovina.   Den ligger i entiteten Federationen Bosnien och Hercegovina, i den centrala delen av landet, 70 km norr om huvudstaden Sarajevo. Treštenica Donja ligger 445 meter över havet och antalet invånare är 808.
Terrängen runt Treštenica Donja är lite kuperad. Närmaste större samhälle är Živinice, 15,4 km öster om Treštenica Donja. 
I omgivningarna runt Treštenica Donja växer i huvudsak blandskog. Runt Treštenica Donja är det ganska tätbefolkat, med 93 invånare per kvadratkilometer.